# Кучурган (Великомихайловский район)
Кучурга́н (укр. Кучурган) — село, относится к Великомихайловскому району Одесской области Украины.
Население по переписи 2001 года составляло 91 человек. Почтовый индекс — 67110. Телефонный код — 8-04859. Занимает площадь 0,81 км². Код КОАТУУ — 5121685202.

## История
В 1945 г. Указом ПВС УССР хутор Ляхи переименован в Придорожный.

## Местный совет
67110, Одесская обл., Великомихайловский р-н, с. Соше-Островское, ул. Ленина, 11